# Bitterne
Bitterne är en stadsdel i Southampton i grevskapet Hampshire, i England. Ward hade 14 409 invånare år 2021. Bitterne var en civil parish 1894–1925 när blev den en del av Southampton. Civil parish hade 3 882 invånare år 1921.